# Leonilda Gabbi
Leonilda Gabbi (Parma, 5 d'abril de 1863 – Parma, 8 de gener de 1919) fou una soprano italiana.
Filla de Luigi i Maria Sgavetti, era germana d'Adalgisa Gabbi. El 1880 ingressà a la Reial Escola de Música de Parma per estudiar cant, formació que va continuar després en privat amb el mestre Pio Ferrari.
Va cantar entre 1882 i 1903, primer com a mezzosoprano, més tard en papers de soprano. Entre les obres del seu repertori: Don Carlo, Aida, Rigoletto, Nabucco, Othello, La Gioconda. Fou molt activa als teatres de tot Itàlia -Reggio Emilia, Rimini, Parma, i també Bari, Florència i Roma, Fermo, Torí i Milà. També actuà molt a Europa -Alexandria, Marsella, Madrid, Barcelona i Lisboa- i a Amèrica del Sud: Valparaíso, Santiago de Xile, Lima, Buenos Aires, Montevideo, Rio de Janeiro, Ciutat de Mèxic i L'Havana.
Debutà al Teatre Regio de Parma el 28 de setembre de 1882, com l'Azucena a Il Trovatore, dirigida per C. Campanini. També hi va cantar els papers de Princesa d'Evoli a Don Carlo i l'Amneris d'Aida. Al 1887 actuà al Teatro Regio de Torí fent la Maddalena, del Rigoletto, de Verdi. El novembre de 1893 va cantar com a Luigia al Teatro Comunale de Bolonya en l'estrena de Vendée, de Filippo Clementi. Al final de la seva carrera també va interpretar papers wagnerians (Sieglinde, de La Valquíria, al Liceu de Barcelona, 1901).
Abandonà els escenaris al 1903 per motius de salut.